# Dan Edward Garvey
Dan Edward Garvey (19 juin 1886 - 5 février 1974) est un homme d'affaires et homme politique américain, neuvième secrétaire d'État de l'Arizona de 1942 à 1948 sous Sidney Preston Osborn (en) et huitième gouverneur de l'Arizona de 1948 à 1951. 

## Début de carrière
Né à Vicksburg, Mississippi, Garvey est diplômé du lycée St. Aloysius et travaille pour l'Illinois Central Railroad. En 1909, il s'installe dans le territoire de l'Arizona pour travailler comme comptable ferroviaire pour Randolph Railroad Co., une société absorbée plus tard par la Southern Pacific Railroad. Plus tard, il se lance dans l'industrie automobile, mais il fait faillite pendant la Grande Dépression.

## Carrière politique
Garvey est embauché par le bureau du trésorier du comté de Pima en 1931. Il devient trésorier du comté de Pima en 1935 et trésorier de la ville de Tucson en 1938. Garvey est connu dans tout l'Arizona au cours des deux décennies suivantes comme un fonctionnaire dévoué. Il s'installe à Phoenix en 1940 lorsqu'il est embauché comme assistant du secrétaire d'État Harry M. Moore. À la mort de Moore en 1942, Garvey est nommé pour lui succéder par le gouverneur Sidney P. Osborn, lui-même premier secrétaire d'État pendant la majeure partie des années 1910. Garvey est élu à ce poste à deux reprises, en 1944 et en 1946.
Garvey occupe le poste de gouverneur, conformément à la loi de l'Arizona, lorsque Osborn meurt le 25 mai 1948. Cet automne-là, Garvey obtient un mandat complet sur le ticket démocrate avec une marge considérable, malgré le fait qu'il n'ait remporté qu'environ 28,04 % des voix lors d'une primaire démocrate très divisée. Il préside à l’une des plus grandes périodes de croissance de l’histoire de l’Arizona entre 1948 et 1951.
Une grande majorité des nouveaux arrivants en Arizona sont républicains et l'Arizona devient pour la première fois un véritable État bipartite. Garvey est battu lors des primaires démocrates de 1950 par la vérificatrice d'État Ana Frohmiller dans une autre primaire disputée : Garvey ne remporte que 22,55 % des voix contre 29,24 %.
À la fin de son mandat de gouverneur, Garvey est nommé administrateur de l'Arizona pour la Reconstruction Finance Corporation fédérale. En 1955, le gouverneur Ernest McFarland le nomme examinateur d'État, un poste mandaté par la constitution de l'État qui est chargé d'examiner et de certifier les rapports financiers annuels des agences et bureaux du gouvernement de l'État. Le poste est supprimé par un référendum à l'échelle de l'État en 1968, et Garvey prend sa retraite en 1969.